# Melvin Hunt
Melvin Hunt (Tallulah, 15 dicembre 1969) è un ex cestista e allenatore di pallacanestro statunitense, professionista nella NBA.

## Statistiche

### Allenatore
| Stagione | Squadra        | Regular Season | Regular Season | Regular Season | Regular Season | Regular Season              | Post Season      |
| Stagione | Squadra        | V              | P              | % V            | G              | Posizione finale            | Post Season      |
| -------- | -------------- | -------------- | -------------- | -------------- | -------------- | --------------------------- | ---------------- |
| 2014-15  | Denver Nuggets | 10             | 13             | 43,5           | 23             | 4º nella Northwest Division | Manca i play-off |
|          | Carriera       | 10             | 13             | 43,5           | 23             |                             |                  |